# 达克希涅斯瓦寺
达克希涅斯瓦寺（孟加拉语: দক্ষিনেশ্বর কালী মন্দির Dokkhineshshôr Kali Mondir）是印度加尔各答的一座印度教寺庙，位于加尔各答附近的达克希涅斯瓦，胡格利河东岸，供奉时母。，由慈善家Rani Rashmoni兴建于1855年。该寺以19世纪孟加拉神秘主义者罗摩克里希而著称，罗摩克里希在此度过了他一生中的相当时日。
除了拥有9个尖塔的主寺，该寺周围还拥有相当大的庭院，沿围墙建有房屋。沿河岸有12个庙供奉时母的丈夫湿婆，1个庙供奉黑天和他的爱人拉达，一个洗浴用的码头，一个庙供奉 Rani Rashmoni。

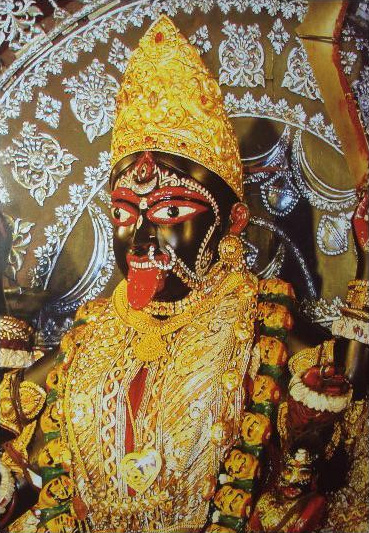
时母像

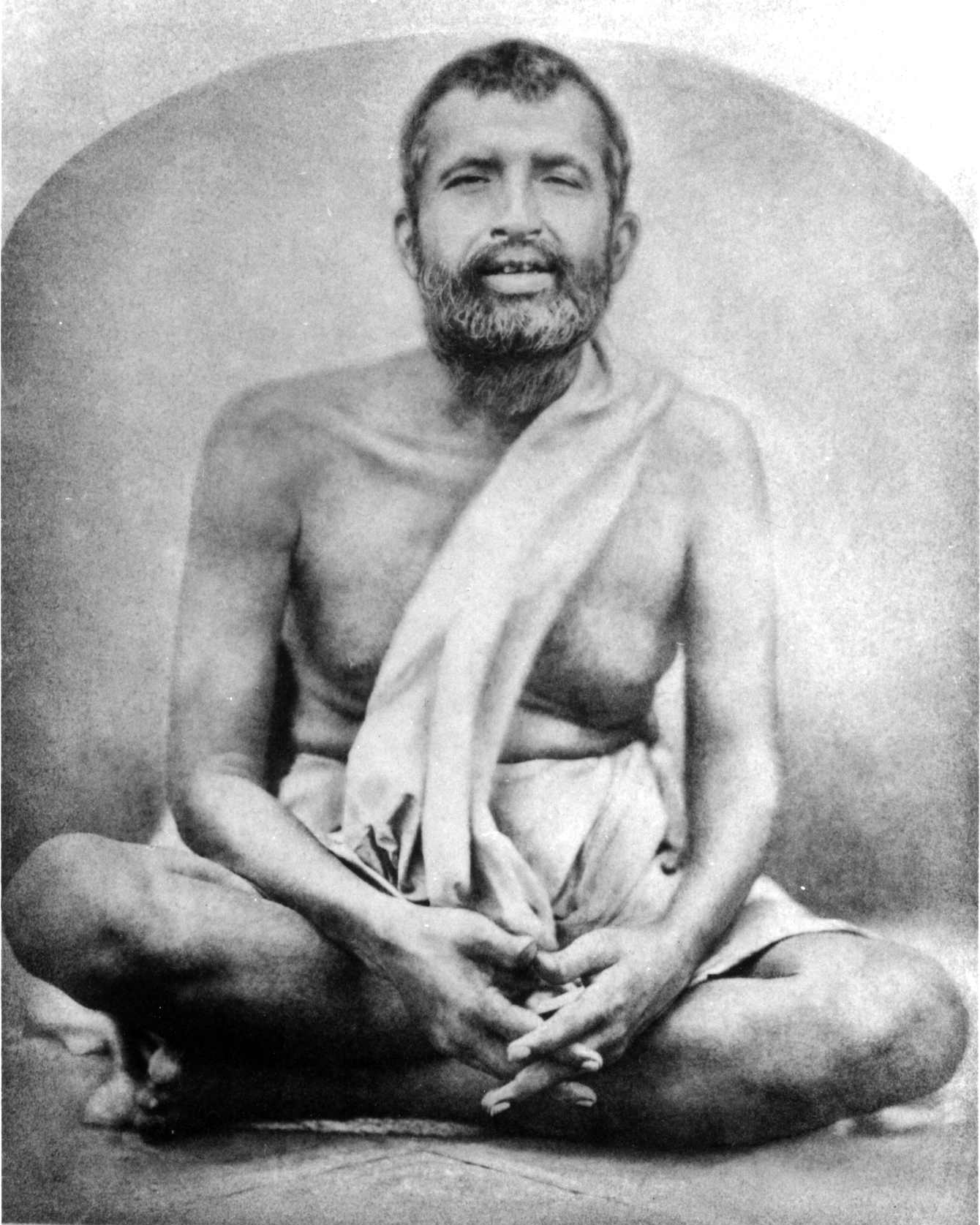
罗摩克里希

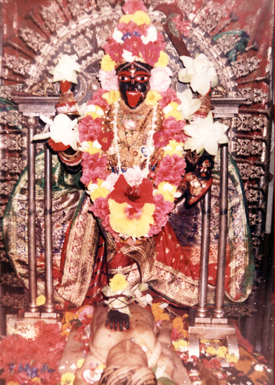
时母站在湿婆身上

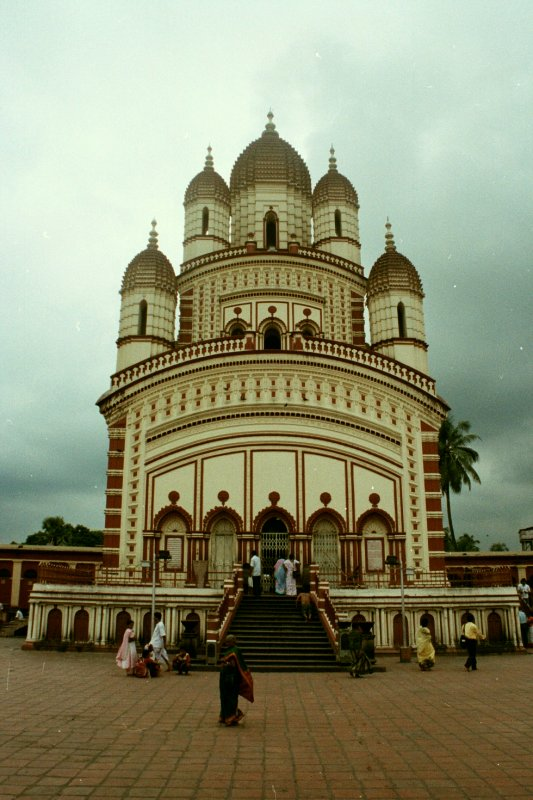
达克希涅斯瓦寺